# 戈亚斯州阿瓜夫里亚
戈亚斯州阿瓜夫里亚（葡萄牙語：Água Fria de Goiás）是巴西戈亚斯州的一个市镇。总面积2029.406平方公里，总人口4833人，人口密度2.4人/平方公里。